# ديفيد براون (عداء سريع)
ديفيد براون (بالإنجليزية: David Brown) هو عداء سريع أمريكي، ولد في 19 أكتوبر 1992 في كانساس سيتي في الولايات المتحدة.

## روابط خارجية
- ديفيد براون على موقع اللجنة الأولمبية والبارالمبية الأمريكية (الإنجليزية)